# Dagobert Lindlau

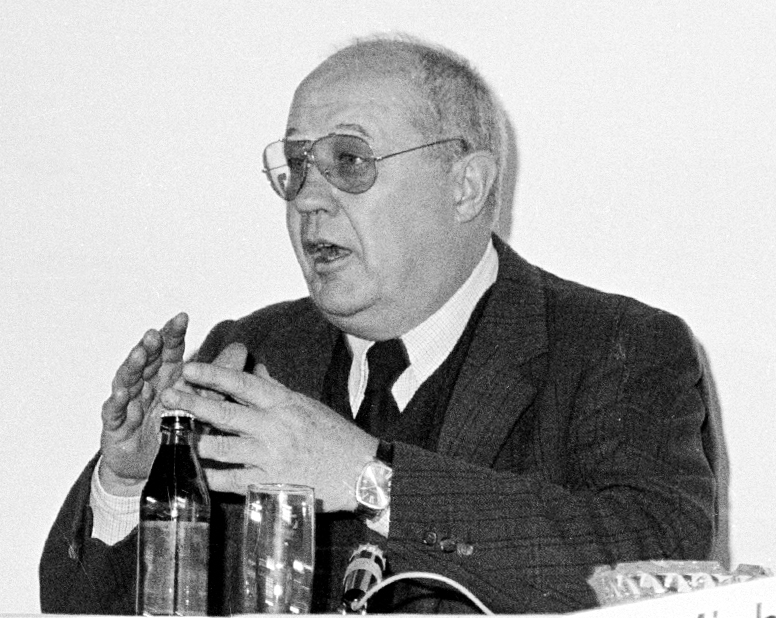
Dagobert Lindlau (1986)

Dagobert Lindlau (* 11. Oktober 1930 in München; † 30. November 2018 in Vaterstetten, Oberbayern) war ein deutscher Journalist und Schriftsteller. Er ist vor allem als Fernsehjournalist und Chefreporter beim Bayerischen Rundfunk bekannt geworden.

## Leben und Werk
Dagobert Lindlau, Sohn von Katharina Lindlau, geborene Engelhardt, und des Architekten Peter Lindlau, wurde als Kind 1944 bei einem der Luftangriffe auf München schwer verletzt. Nach dem Abitur arbeitete er für Zeitungen und Zeitschriften sowie als Autor von Drehbüchern und Übersetzer von Theaterstücken (etwa von Joseph Heller und Conor Cruise O’Brien). 1954 kam Lindlau als Fernsehjournalist zum Bayerischen Rundfunk. 1962 gestaltete er die Sendung Anno in das bis heute bestehende Magazin Report München um. 1965 wurde er Chefreporter beim Bayerischen Rundfunk, daneben war er von 1967 bis 1969 Redaktionsleiter bei Report München. Lindlau moderierte von 1975 bis 1987 den Weltspiegel (ARD) und von 1979 bis 1982 die NDR Talk Show. In den Jahren 1982 bis 1989 gehörte er zu den Moderatoren der Talkshow III nach 9.
Im Jahr 1984 hatte er im deutschen Film Morgen in Alabama einen Cameo-Auftritt als Reporter. Zwischen 1987 und 1989 war er ARD-Korrespondent in Wien, danach kehrte er als Chefreporter zum Bayerischen Rundfunk zurück. 1991 moderierte er in der ARD die Gesprächsrunde Veranda. 1993 leitete Lindlau bei VOX die Sendung Gegen den Strich.
Dagobert Lindlaus Arbeit wurde dreimal mit den Adolf-Grimme-Preis ausgezeichnet. 1967 erhielt der Bayerische Rundfunk den Preis für das von Lindlau geführte Interview mit Max Horkheimer zum „faschistischen Antifaschismus“. 1970 wurde er mit dem Adolf-Grimme-Preis in Bronze für die Reportage Perry Mason lebt geehrt. Vom Bund Deutscher Kriminalbeamter bekam Lindlau 1982 die „Knatterton-Ehrenmütze“ für Arbeiten über organisiertes Verbrechen. Im Jahr 1986 erhielt er die „Besondere Ehrung für hervorragende Verdienste um das Fernsehen in der Bundesrepublik Deutschland“.
Lindlaus Reportagen lösten auch kontroverse Diskussionen aus. Seine Berichte über das organisierte Verbrechen in der Bundesrepublik wurden von Politikern und Polizeibeamten angezweifelt. Die auf Lindlaus Recherchen beruhenden Bücher Der Mob (1987) und Der Lohnkiller (1992) wurden jedoch zu Bestsellern. Auch Lindlaus Romane Rakket (1990) und Straglers Woche (1997) basieren auf Milieustudien. Ebenso löste seine Berichterstattung über das rumänische Programm zur Systematisierung der Dörfer im Weltspiegel eine heftig geführte Diskussion aus.
Lindlau lebte zuletzt in Vaterstetten im Landkreis Ebersberg bei München im Ruhestand. In seinem 2006 erschienenen Buch Reporter – eine Art Beruf blickte er auf rund 50 Berufsjahre als Journalist zurück. Dagobert Lindlau hatte einen implantierten Defibrillator, den er später abschalten ließ. Dagobert Lindlau war katholisch und geschieden. Seine Lebensgefährtin war die im Jahr 2017 verstorbene plastische Chirurgin Ursula Schmidt-Tintemann. Dagobert Lindlaus 1966 geborener nichtehelicher Sohn Daniel von Behr lebt in Berlin.
Lindlau, der im Jahr 1963 seinen Jagdschein machte, übte die Jagd bis ins hohe Alter aus. Zu seinen Hobbys gehörten Tontaubenschießen und Aquarellieren.

## Vergiftungstod Dieter Wagner
Am 6. Juni 1972 besuchte ihn der Redakteur der Süddeutschen Zeitung Dieter Wagner in seinem Haus in Vaterstetten. Beim Abschied trank Wagner ein ihm von Lindlau angebotenes Fläschchen Silverstone-Boonekamp, das mit einer tödlichen Dosis E 605 vergiftet war. Drei der vergifteten Fläschchen waren von einer unbekannten Person an die Dienstadresse der als Ärztin praktizierenden Lebensgefährtin von Lindlau Ursula Schmidt-Tintemann in einem Münchener Krankenhaus versandt worden. Schmidt-Tintemann leitete vergebens Wiederbelebungsmaßnahmen ein. Dieter Wagner starb noch am selben Tag.

## Veröffentlichungen (Auswahl)
- als Hrsg.: Gedanken über einen Politiker: Dieser Mann Brandt. Kindler, München 1972, ISBN 3-463-00529-8.
- Der Mob. Recherchen zum organisierten Verbrechen. dtv, München 1989, ISBN 3-455-08659-4.
- Rakket. Ein Hit von Charlie Furcher. Roman. Hoffmann & Campe, Hamburg 1990, ISBN 978-3-455-04481-2.
- Der Lohnkiller. Eine Figur aus dem organisierten Verbrechen. (u. a. über den Hamburger Berufskiller Werner Pinzner). Droemer Knaur, München 1994, ISBN 3-426-77095-4.
- Straglers Woche. Eine St. Pauli Saga. Roman. Hoffmann und Campe, Hamburg 1997, ISBN 978-3-455-04482-9.
- Reporter – eine Art Beruf. Erinnerungen. Piper Verlag, München 2006, ISBN 3-492-04867-6.